# Tonduzia longifolia
Tonduzia longifolia là một loài thực vật có hoa trong họ La bố ma. Loài này được (A.DC.) Markgr. miêu tả khoa học đầu tiên năm 1924.